# 尾﨑正直
尾﨑 正直（おざき まさなお、1967年〈昭和42年〉9月14日 - ）は、日本の政治家、大蔵・財務官僚。自由民主党所属の衆議院議員（2期）、自由民主党副幹事長。
国土交通大臣政務官兼内閣府大臣政務官兼復興大臣政務官デジタル大臣政務官兼内閣府大臣政務官、高知県知事（公選第17・18・19代）、全国知事会副会長を歴任した。

## 来歴
高知県高知市生まれ。1991年（平成3年）、大蔵省に入省。関税局国際調査課。大蔵省の同期に寺岡光博、阿久澤孝、中村英正、嶋田俊之、堀内斉、岩元達弘、橋本真吾、山崎翼、柴田敬司、野尻明裕、田村謙治、長崎幸太郎らがいる。
本省勤務の他、1998年（平成10年）から3年間は外務省へ出向し、在インドネシア日本大使館で書記官（赴任時は二等、2001年（平成13年）より一等）を務める。2006年（平成18年）より内閣官房副長官秘書官。2007年（平成19年）10月、財務省を退官。
2007年（平成19年）11月25日投開票の高知県知事選挙に自由民主党、民主党高知県連、公明党、社会民主党の推薦で出馬し、40歳で初当選。翌2008年（平成20年）1月に橋下徹が大阪府知事に就任するまでは、全国で最年少の知事であった。
2011年（平成23年）の高知県知事選挙では、尾﨑以外に立候補を届け出た者がいなかったため、無投票再選。
2013年（平成25年）1月に内閣府の教育再生実行会議の委員に就任し、2015年（平成27年）10月5日まで務めた。同年10月の高知県知事選挙では、尾﨑以外に立候補を届け出た者がおらず、2011年の知事選に引き続き、2度連続で無投票再選。知事選が2度連続で無投票になるのは1978年（昭和53年）、1982年（昭和57年）の滋賀県知事選挙の武村正義以来、23年ぶりであった。2015年（平成27年）はこのほか、岩手県知事選挙も達増拓也が無投票で当選した。
2019年8月、同年11月に予定される高知県知事選挙には立候補せず、次期衆議院議員選挙に高知2区から立候補する意向が報道された。
2021年10月31日の第49回衆議院議員総選挙では、前回小選挙区で当選した立憲民主党前職の広田一を大差で破り、初当選した。
2024年9月27日に行われた自民党総裁選挙において、1回目の投票、決選投票、いずれも高市早苗に投じた。
2024年10月27日の第50回衆議院議員総選挙では、日本共産党の候補を大差で破り再選した。同年11月15日、自由民主党副幹事長に就任。

## 人物

### 旧統一教会との関係
ジャーナリストの鈴木エイトが作成した「旧統一教会関連団体と関係があった現職国会議員168人」によれば、旧統一教会関連団体との関係について、かつて教団関連会合で挨拶をしていたとされる。

## 年譜
- 1967年（昭和42年）9月14日 - 高知県高知市にて出生
- 1986年（昭和61年）3月 - 土佐中学校・高等学校卒業
- 1991年（平成3年）4月 - 東京大学経済学部卒業、大蔵省入省、関税局国際調査課
- 1992年（平成4年）5月 - 関税局国際機関課
- 1993年（平成5年）5月 - 大臣官房調査企画課
- 1995年（平成7年）7月 - 理財局資金第一課企画係長
- 1997年（平成9年）7月10日 - 行田税務署長
- 1998年（平成10年）5月 - 在インドネシア日本大使館二等書記官
- 2001年（平成13年）4月 - 在インドネシア日本大使館一等書記官
  - 7月 - 主計局主計企画官補佐（財務分析第一、二係担当）
- 2002年（平成14年）7月 - 主計局給与共済課課長補佐
- 2003年（平成15年）7月 - 主計局主計官補佐（司法・警察係主査）
- 2004年（平成16年）7月 - 主計局主計官補佐（国土交通第一、二係主査）
- 2005年（平成17年）7月 - 主計局局付、理財局計画官補佐（内閣・財務係）・財政投融資総括課・経済産業係
- 2006年（平成18年）7月 - 大臣官房付・内閣官房内閣総務官室総理大臣官邸事務所（内閣官房副長官秘書官）
- 2007年（平成19年）10月 - 退官
  - 11月25日 - 高知県知事選挙に無所属（自民・民主県連・公明・社民推薦）で出馬し、初当選
- 2011年（平成23年）11月10日 - 高知県知事選挙で無投票再選
- 2013年（平成25年）1月 - 教育再生実行会議委員（〜2015年（平成27年）10月5日）
- 2015年（平成27年）10月30日 - 高知県知事選挙で無投票3選

## 選挙歴
| 当落 | 選挙                   | 執行日         | 年齢 | 選挙区      | 政党       | 得票数     | 得票率 | 定数 | 得票順位 /候補者数 | 政党内比例順位 /政党当選者数 |
| ---- | ---------------------- | -------------- | ---- | ----------- | ---------- | ---------- | ------ | ---- | ------------------ | ---------------------------- |
| 当   | 2007年高知県知事選挙   | 2007年11月25日 | 40   | ーー        | 無所属     | 17万8109票 | 61.21% | 1    | 1/4                | /                            |
| 当   | 2011年高知県知事選挙   | 無投票         | 44   | ーー        | 無所属     | ーー票     | ーー   | 1    | /                  | /                            |
| 当   | 2015年高知県知事選挙   | 無投票         | 48   | ーー        | 無所属     | ーー票     | ーー   | 1    | /                  | /                            |
| 当   | 第49回衆議院議員総選挙 | 2021年10月31日 | 54   | 高知県第2区 | 自由民主党 | 11万7810票 | 67.24% | 1    | 1/3                | /                            |
| 当   | 第50回衆議院議員総選挙 | 2024年10月27日 | 57   | 高知県第2区 | 自由民主党 | 10万2501票 | 70.26% | 1    | 1/2                | /                            |